# 상사법정이율
상사법정이율(商事法定利率)은 상행위로 인한 채무의 법정이율을 말한다. 채무발생의 원인이 상행위일 때 이에 적용을 받는다. 민법에 있어서 법정이율은 연 5푼으로 정하고 있으나(민법 제379조), 상법에서는 상행위로 인한 채무의 법정이율을 연 6푼으로 정하고 있다(상법 제54조). 이는 통상적으로 민사거래보다 상사거래에 있어서 금전의 수요가 많고 원본의 이용에 의한 수익이 많다는 데 근거하는 것이다. 이 법정이자율을 적용하지 않는 경우라도 이자제한법의 최고이자율을 초과하지 못한다(이자제한법 제2조).